# Fußballclub Basel 1893 2005-2006
Questa voce raccoglie le informazioni riguardanti il Fußballclub Basel 1893 nelle competizioni ufficiali della stagione 2005-2006.

## Stagione
Nella stagione 2005-2006 il Basilea, allenato da Christian Gross, concluse il campionato di Super League al 2º posto. In Coppa Svizzera il Basilea fu eliminato agli ottavi di finale dal Zurigo. In Champions League il Basilea fu eliminato al terzo turno di qualificazione dal Werder Brema. In Coppa UEFA il Basilea fu eliminato ai quarti di finale dal Middlesbrough.

## Rosa
| N. |                                 | Ruolo | Calciatore         |
| -- | ------------------------------- | ----- | ------------------ |
| 1  | Svizzera (bandiera)             | P     | Pascal Zuberbühler |
| 3  | Bosnia ed Erzegovina (bandiera) | D     | Damir Džombić      |
| 4  | Svizzera (bandiera)             | D     | Alexandre Quennoz  |
| 5  | Svezia (bandiera)               | D     | Daniel Majstorović |
| 6  | Giappone (bandiera)             | D     | Kōji Nakata        |
| 8  | Australia (bandiera)            | C     | Mile Sterjovski    |
| 9  | Argentina (bandiera)            | A     | César Carignano    |
| 10 | Croazia (bandiera)              | A     | Mladen Petrić      |
| 11 | Australia (bandiera)            | C     | Scott Chipperfield |
| 12 | Senegal (bandiera)              | C     | Papa Malick Ba     |
| 14 | Algeria (bandiera)              | C     | Djamel Mesbah      |
| 15 | Svizzera (bandiera)             | D     | Murat Yakın        |
| 17 | Croazia (bandiera)              | C     | Ivan Rakitić       |

| N. |                                | Ruolo | Calciatore           |
| -- | ------------------------------ | ----- | -------------------- |
| 18 | Liberia (bandiera)             | P     | Louis Crayton        |
| 20 | Argentina (bandiera)           | C     | Matías Delgado       |
| 21 | Svizzera (bandiera)            | C     | David Degen          |
| 22 | Serbia e Montenegro (bandiera) | C     | Ivan Ergić           |
| 23 | Brasile (bandiera)             | A     | Eduardo              |
| 24 | Svizzera (bandiera)            | D     | Bruno Berner         |
| 25 | Svizzera (bandiera)            | P     | Riccardo Meili       |
| 26 | Georgia (bandiera)             | A     | Mikhail Kavelashvili |
| 27 | Serbia e Montenegro (bandiera) | C     | Zdravko Kuzmanović   |
| 28 | Svizzera (bandiera)            | D     | Patrik Baumann       |
| 29 | Turchia (bandiera)             | C     | Baykal Kulaksızoğlu  |
| 30 | Croazia (bandiera)             | D     | Boris Smiljanić      |
| 32 | Svizzera (bandiera)            | D     | Reto Zanni           |

## Organigramma societario
Area tecnica
- Allenatore: Christian Gross
- Allenatore in seconda: Fritz Schmid
- Preparatore dei portieri: Romain Crevoisier
- Preparatori atletici: Harry Körner

## Calciomercato

### Sessione estiva
| Acquisti | Acquisti            | Acquisti          | Acquisti |
| R.       | Nome                | da                | Modalità |
| -------- | ------------------- | ----------------- | -------- |
| C        | Papa Malick Ba      | Sfaxien           |          |
| D        | Bruno Berner        | Friburgo          |          |
| P        | Louis Crayton       | Concordia Basilea |          |
| D        | Damir Džombić       | Wil               |          |
| A        | Eduardo             | Tolosa            |          |
| C        | Baykal Kulaksızoğlu | Thun              |          |

| Cessioni | Cessioni           | Cessioni              | Cessioni |
| R.       | Nome               | a                     | Modalità |
| -------- | ------------------ | --------------------- | -------- |
| D        | Kléber             | Santos                |          |
| A        | Christian Giménez  | Olympique Marsiglia   |          |
| C        | Sébastien Barberis | Bulle                 |          |
| D        | Philipp Degen      | Borussia Dortmund     |          |
| C        | Benjamin Huggel    | Eintracht Francoforte |          |
| P        | Thomas Mandl       | Admira Wacker M.      |          |
| C        | Djamel Mesbah      | Lorient               |          |

### Sessione invernale
| Acquisti | Acquisti             | Acquisti            | Acquisti |
| R.       | Nome                 | da                  | Modalità |
| -------- | -------------------- | ------------------- | -------- |
| D        | Daniel Majstorović   | Twente              |          |
| D        | Kōji Nakata          | Olympique Marsiglia |          |
| A        | Mikhail Kavelashvili | Spartak Vladikavkaz |          |

| Cessioni | Cessioni           | Cessioni        | Cessioni |
| R.       | Nome               | a               | Modalità |
| -------- | ------------------ | --------------- | -------- |
| D        | Patrick Müller     | Olympique Lione |          |
| A        | Julio Hernán Rossi | Nantes          |          |

## Risultati

### Super League

#### Prima fase, girone di andata
| Arbitro: | Zimmermann |

|           |           |  |
| Ergić 36’ | Marcatori |  |

| Arbitro: | Busacca |

|                                 |           |  |
| Lustrinelli 61’, 69’ Vieira 80’ | Marcatori |  |

| Arbitro: | Nobs |

|                       |           |               |
| Degen 19’ Delgado 49’ | Marcatori | 42’ Tararache |

| Arbitro: | Petignat |

|           |           |                     |
| Gomes 60’ | Marcatori | 19’, 69’ Sterjovski |

| Arbitro: | Laperrière |

|                                    |           |                            |
| Hassli 35’, 82’ (rig.) Koubský 60’ | Marcatori | 5’ Petrić 13’, 58’ Giménez |

| Arbitro: | Busacca |

|                                                                  |           |                         |
| Giménez 17’, 49’, 56’ Delgado 69’, 90’ Petrić 75’ Sterjovski 79’ | Marcatori | 64’ Giallanza 76’ Bieli |

| Arbitro: | Nobs |

|                              |           |  |
| Delgado 45’, 64’ Eduardo 51’ | Marcatori |  |

| Arbitro: | Leuba |

|                         |           |                             |
| Cabanas 28’ Rogério 90’ | Marcatori | 6’ (rig.) Delgado 22’ Rossi |

| Arbitro: | Bertolini |

|          |           |           |
| Rossi 7’ | Marcatori | 53’ Paulo |

#### Prima fase, girone di ritorno
| Arbitro: | Kever |

|             |           |                         |
| Bunjaku 68’ | Marcatori | 45’ Delgado 55’ Eduardo |

| Arbitro: | Busacca |

|                                       |           |         |
| Degen 37’ Petrić 60’, 64’, 78’ Ba 87’ | Marcatori | 85’ Sen |

| Arbitro: | Wildhaber |

|                           |           |                                        |
| Margairaz 70’ Raffael 90’ | Marcatori | 21’ Degen 27’, 66’ Delgado 33’ Eduardo |

| Arbitro: | Laperrière |

|                                       |           |             |
| Degen 4’ Chipperfield 18’ Delgado 65’ | Marcatori | 35’ Aguirre |

| Arbitro: | Rogalla |

|          |           |  |
| Zanni 6’ | Marcatori |  |

| Arbitro: | Rutz |

|  |           |                  |
|  | Marcatori | 16’ Ba 82’ Rossi |

| Arbitro: | Salm |

|                                     |           |                          |
| Lubamba 33’ (rig.) Rey 42’ Coly 78’ | Marcatori | 24’ Smiljanić 90’ Petrić |

| Arbitro: | Busacca |

|                   |           |  |
| Delgado 3’ (rig.) | Marcatori |  |

| Arbitro: | Rogalla |

|              |           |                                                                          |
| Raimondi 20’ | Marcatori | 10’ Degen 21’ Smiljanić 27’ Ergić 43’ Eduardo 61’ Delgado 81’ Sterjovski |

#### Seconda fase, girone di andata
| Arbitro: | Laperrière |

|              |           |            |
| Džemaili 75’ | Marcatori | 71’ Petrić |

| Arbitro: | Rogalla |

|                |           |             |
| Majstorović 3’ | Marcatori | 30’ Rosemir |

| Arbitro: | Rutz |

|                           |           |                      |
| Nakata 45’ Sterjovski 63’ | Marcatori | 17’ (aut.) Smiljanić |

| Arbitro: | Salm |

|            |           |            |
| Gelson 90’ | Marcatori | 7’ Eduardo |

| Arbitro: | Nobs |

|                              |           |            |
| Eduardo 21’ Kavelashvili 90’ | Marcatori | 34’ Santos |

| Arbitro: | Wildhaber |

|                            |           |                         |
| Callà 1’ Tachie-Mensah 69’ | Marcatori | 52’ Ergić 90’ Smiljanić |

| Arbitro: | Salm |

|                  |           |           |
| Kavelashvili 82’ | Marcatori | 52’ Bieli |

| Arbitro: | Rogalla |

|          |           |                                                                 |
| Coly 76’ | Marcatori | 9’ Petrić 10’ Chipperfield 19’ Delgado 59’ Sterjovski 75’ Degen |

| Arbitro: | Busacca |

|                                   |           |  |
| Petrić 87’ Majstorović 90’ (rig.) | Marcatori |  |

#### Seconda fase, girone di ritorno
| Arbitro: | Laperrière |

|                                               |           |                        |
| Yapi Yapo 28’ Yakın 42’ Calvano 68’ Paulo 77’ | Marcatori | 51’ Petrić 90’ Delgado |

| Arbitro: | Petignat |

|                                  |           |           |
| Chipperfield 27’ Majstorović 48’ | Marcatori | 37’ Šehić |

| Arbitro: | Laperrière |

|           |           |                                                             |
| Bieli 43’ | Marcatori | 14’, 48’ Chipperfield 36’ Petrić 54’ Ergić 87’ Kavelashvili |

| Arbitro: | Kever |

|                                        |           |                |
| Majstorović 40’ Delgado 61’ Petrić 63’ | Marcatori | 55’ Ljubojević |

| Arbitro: | Busacca |

|           |           |                     |
| Touré 32’ | Marcatori | 70’ (aut.) Mitreski |

| Arbitro: | Zimmermann |

|                      |           |  |
| Delgado 5’ Petrić 8’ | Marcatori |  |

| Arbitro: | Rogalla |

|            |           |                                           |
| Cerino 89’ | Marcatori | 35’ Majstorović 52’ Petrić 87’ Sterjovski |

| Arbitro: | Rutz |

|  |           |                                                 |
|  | Marcatori | 4’, 63’ Delgado 53’ Kuzmanović 88’ Kavelashvili |

| Arbitro: | Busacca |

|            |           |                         |
| Petrić 72’ | Marcatori | 30’ Keita 90’ Filipescu |

### Coppa Svizzera
| 19 settembre 2005, ore 19:00 CEST Primo turno | Soletta | 1 – 4 | Basilea |  |

| 22 ottobre 2005, ore 17:30 CEST Secondo turno | Old Boys Basilea | 1 – 6 | Basilea |  |

| 18 dicembre 2005, ore 16:00 CET Ottavi di finale | Basilea | 3 – 4 | Zurigo |  |

### Champions League

#### Fase di qualificazione
| Arbitro: | Allaerts |

|                     |           |           |
| Degen 27’ Rossi 52’ | Marcatori | 73’ Klose |

| Arbitro: | Nielsen |

|                                      |           |  |
| Klasnić 64’, 72’ Borowski 68’ (rig.) | Marcatori |  |

### Coppa UEFA

#### Fase a eliminazione diretta
| Arbitro: | Szabó |

|                                             |           |  |
| Delgado 10’, 79’, 88’ Ergić 70’ Eduardo 85’ | Marcatori |  |

| Arbitro: | Asumaa |

|  |           |           |
|  | Marcatori | 8’ Petrić |

#### Fase a gironi
| Arbitro: | Halsey |

|  |           |                    |
|  | Marcatori | 15’ Diané 25’ Boka |

| Arbitro: | Fisker |

|             |           |                              |
| Purović 25’ | Marcatori | 30’ (rig.) Delgado 88’ Rossi |

| Arbitro: | Słupik |

|                                                   |           |                         |
| Petrić 17’ Delgado 61’ Chipperfield 67’ Degen 75’ | Marcatori | 2’, 29’ Strand 19’ Årst |

| Arbitro: | Fleischer |

|                                |           |            |
| Taddei 14’ Totti 45’ Nonda 49’ | Marcatori | 78’ Petrić |

#### Fase a eliminazione diretta
| Arbitro: | Vink |

|           |           |  |
| Degen 78’ | Marcatori |  |

| Arbitro: | Kapitanis |

|                  |           |                 |
| Vieri 21’ (rig.) | Marcatori | 56’ Majstorović |

| Arbitro: | Farina |

|                           |           |  |
| Delgado 8’ Kuzmanović 89’ | Marcatori |  |

| Arbitro: | Benquerença |

|                       |           |                 |
| Carlier 10’ Kanté 79’ | Marcatori | 3’, 25’ Eduardo |

| Arbitro: | Rosetti |

|                       |           |  |
| Delgado 43’ Degen 45’ | Marcatori |  |

| Arbitro: | Baskakov |

|                                               |           |             |
| Viduka 33’, 57’ Hasselbaink 79’ Maccarone 90’ | Marcatori | 23’ Eduardo |

## Statistiche

### Statistiche di squadra
| Competizione     | Punti | In casa | In casa | In casa | In casa | In casa | In casa | In trasferta | In trasferta | In trasferta | In trasferta | In trasferta | In trasferta | Totale | Totale | Totale | Totale | Totale | Totale | DR  |
| Competizione     | Punti | G       | V       | N       | P       | Gf      | Gs      | G            | V            | N            | P            | Gf           | Gs           | G      | V      | N      | P      | Gf     | Gs     | DR  |
| ---------------- | ----- | ------- | ------- | ------- | ------- | ------- | ------- | ------------ | ------------ | ------------ | ------------ | ------------ | ------------ | ------ | ------ | ------ | ------ | ------ | ------ | --- |
| Super League     | 78    | 18      | 14      | 3       | 1       | 40      | 14      | 18           | 9            | 6            | 3            | 47           | 28           | 36     | 23     | 9      | 4      | 87     | 42     | +45 |
| Coppa Svizzera   | -     | 1       | 0       | 0       | 1       | 3       | 4       | 2            | 2            | 0            | 0            | 10           | 2            | 3      | 2      | 0      | 1      | 13     | 6      | +7  |
| Champions League | -     | 1       | 1       | 0       | 0       | 2       | 1       | 1            | 0            | 0            | 1            | 0            | 3            | 2      | 1      | 0      | 1      | 2      | 4      | -2  |
| Coppa UEFA       | -     | 6       | 5       | 0       | 1       | 14      | 5       | 6            | 2            | 2            | 2            | 8            | 11           | 12     | 7      | 2      | 3      | 22     | 16     | +6  |
| Totale           | 78    | 26      | 20      | 3       | 3       | 59      | 24      | 27           | 13           | 8            | 6            | 65           | 44           | 53     | 33     | 11     | 9      | 124    | 68     | +56 |

### Andamento in campionato
| Giornata  | 1 | 2 | 3 | 4 | 5 | 6 | 7 | 8 | 9 | 10 | 11 | 12 | 13 | 14 | 15 | 16 | 17 | 18 | 19 | 20 | 21 | 22 | 23 | 24 | 25 | 26 | 27 | 28 | 29 | 30 | 31 | 32 | 33 | 34 | 35 | 36 |
| --------- | - | - | - | - | - | - | - | - | - | -- | -- | -- | -- | -- | -- | -- | -- | -- | -- | -- | -- | -- | -- | -- | -- | -- | -- | -- | -- | -- | -- | -- | -- | -- | -- | -- |
| Luogo     | C | T | C | T | T | C | C | T | C | T  | C  | T  | C  | C  | T  | T  | C  | T  | T  | C  | C  | T  | C  | T  | C  | T  | C  | T  | C  | T  | C  | T  | C  | T  | T  | C  |
| Risultato | V | P | V | V | N | V | V | N | N | V  | V  | V  | V  | V  | V  | P  | V  | V  | N  | N  | V  | N  | V  | N  | N  | V  | V  | P  | V  | V  | V  | N  | V  | V  | V  | P  |
| Posizione | 5 | 6 | 5 | 1 | 3 | 1 | 1 | 1 | 1 | 1  | 1  | 1  | 1  | 1  | 1  | 1  | 1  | 1  | 1  | 1  | 1  | 1  | 1  | 1  | 1  | 1  | 1  | 1  | 1  | 1  | 1  | 1  | 1  | 1  | 1  | 2  |

Legenda:

Luogo: C = Casa; T = Trasferta. Risultato: V = Vittoria; N = Pareggio; P = Sconfitta.

### Statistiche dei giocatori
| Giocatore       | Super League | Super League | Super League | Super League | Champions League | Champions League | Champions League | Champions League | Coppa UEFA | Coppa UEFA | Coppa UEFA  | Coppa UEFA | Totale   | Totale | Totale      | Totale     |
| Giocatore       | Presenze     | Reti         | Ammonizioni  | Espulsioni   | Presenze         | Reti             | Ammonizioni      | Espulsioni       | Presenze   | Reti       | Ammonizioni | Espulsioni | Presenze | Reti   | Ammonizioni | Espulsioni |
| --------------- | ------------ | ------------ | ------------ | ------------ | ---------------- | ---------------- | ---------------- | ---------------- | ---------- | ---------- | ----------- | ---------- | -------- | ------ | ----------- | ---------- |
| P. Ba           | 30           | 2            | 4            | 0            | 2                | 0                | 1                | 0                | 12         | 0          | 1           | 0          | 44       | 2      | 6           | 0          |
| B. Berner       | 17           | 0            | 1            | 0            | 0                | 0                | 0                | 0                | 6          | 0          | 0           | 0          | 23       | 0      | 1           | 0          |
| C. Carignano    | 3            | 0            | 0            | 0            | 0                | 0                | 0                | 0                | 0          | 0          | 0           | 0          | 3        | 0      | 0           | 0          |
| S. Chipperfield | 28           | 5            | 5            | 1            | 2                | 0                | 0                | 0                | 9          | 1          | 1           | 0          | 39       | 6      | 6           | 1          |
| L. Crayton      | 0            | 0            | 0            | 0            | 0                | 0                | 0                | 0                | 0          | 0          | 0           | 0          | 0        | 0      | 0           | 0          |
| D. Degen        | 34           | 6            | 8            | 0            | 2                | 1                | 1                | 0                | 12         | 3          | 3           | 0          | 48       | 10     | 12          | 0          |
| M. Delgado      | 33           | 18           | 6            | 0            | 2                | 0                | 0                | 0                | 12         | 7          | 1           | 0          | 47       | 25     | 7           | 0          |
| D. Džombić      | 4            | 0            | 0            | 0            | 0                | 0                | 0                | 0                | 0          | 0          | 0           | 0          | 4        | 0      | 0           | 0          |
| E. Eduardo      | 29           | 6            | 4            | 0            | 1                | 0                | 1                | 0                | 12         | 4          | 1           | 0          | 42       | 10     | 6           | 0          |
| I. Ergić        | 31           | 4            | 0            | 0            | 2                | 0                | 0                | 0                | 11         | 1          | 0           | 0          | 44       | 5      | 0           | 0          |
| C. Giménez      | 5            | 5            | 0            | 0            | 0                | 0                | 0                | 0                | 0          | 0          | 0           | 0          | 5        | 5      | 0           | 0          |
| M. Kavelashvili | 10           | 4            | 0            | 0            | 0                | 0                | 0                | 0                | 0          | 0          | 0           | 0          | 10       | 4      | 0           | 0          |
| K. Kléber       | 6            | 0            | 0            | 0            | 2                | 0                | 0                | 0                | 0          | 0          | 0           | 0          | 8        | 0      | 0           | 0          |
| B. Kulaksızoğlu | 15           | 0            | 2            | 1            | 1                | 0                | 0                | 0                | 8          | 0          | 0           | 0          | 24       | 0      | 2           | 1          |
| Z. Kuzmanović   | 17           | 1            | 2            | 0            | 0                | 0                | 0                | 0                | 2          | 1          | 0           | 0          | 19       | 2      | 2           | 0          |
| D. Majstorović  | 18           | 5            | 0            | 0            | 0                | 0                | 0                | 0                | 6          | 1          | 2           | 1          | 24       | 6      | 2           | 1          |
| R. Meili        | 0            | 0            | 0            | 0            | 0                | 0                | 0                | 0                | 0          | 0          | 0           | 0          | 0        | 0      | 0           | 0          |
| D. Mesbah       | 2            | 0            | 0            | 0            | 0                | 0                | 0                | 0                | 0          | 0          | 0           | 0          | 2        | 0      | 0           | 0          |
| P. Müller       | 13           | 0            | 0            | 0            | 0                | 0                | 0                | 0                | 5          | 0          | 0           | 1          | 18       | 0      | 0           | 1          |
| K. Nakata       | 10           | 1            | 2            | 0            | 0                | 0                | 0                | 0                | 0          | 0          | 0           | 0          | 10       | 1      | 2           | 0          |
| M. Petrić       | 31           | 15           | 4            | 0            | 1                | 0                | 0                | 0                | 12         | 3          | 0           | 0          | 44       | 18     | 4           | 0          |
| A. Quennoz      | 7            | 0            | 0            | 0            | 2                | 0                | 1                | 0                | 2          | 0          | 0           | 0          | 11       | 0      | 1           | 0          |
| I. Rakitić      | 1            | 0            | 0            | 0            | 0                | 0                | 0                | 0                | 1          | 0          | 0           | 0          | 2        | 0      | 0           | 0          |
| J. Rossi        | 18           | 3            | 3            | 0            | 2                | 1                | 0                | 0                | 5          | 1          | 0           | 0          | 25       | 5      | 3           | 0          |
| B. Smiljanić    | 31           | 3            | 4            | 0            | 2                | 0                | 0                | 0                | 12         | 0          | 1           | 0          | 45       | 3      | 5           | 0          |
| M. Sterjovski   | 31           | 7            | 2            | 1            | 2                | 0                | 0                | 0                | 11         | 0          | 0           | 0          | 44       | 7      | 2           | 1          |
| M. Yakın        | 1            | 0            | 0            | 0            | 0                | 0                | 0                | 0                | 0          | 0          | 0           | 0          | 1        | 0      | 0           | 0          |
| R. Zanni        | 36           | 1            | 1            | 0            | 2                | 0                | 0                | 0                | 12         | 0          | 2           | 0          | 50       | 1      | 3           | 0          |
| P. Zuberbühler  | 36           | 0            | 0            | 0            | 2                | 0                | 0                | 0                | 12         | 0          | 1           | 0          | 50       | 0      | 1           | 0          |